# Lista de escolas de samba de São Paulo (estado)
Esta é uma Lista de escolas de samba do estado de São Paulo.

## Araçatuba
- Abre Alas (extinta)
- Dragões Canarinhos (extinta)
- Mocidade Independente São Vicente (extinta)
- Açucareiro (extinta)
- Unidos do Geraldo (extinta)
- Usina Campestre (extinta)
- Acadêmicos Unidos do Embu (extinta)
- Acadêmicos dos Araças
- Os Caprichosos
- Sonho e Fantasia
- Unidos da Zona Leste
- Virada do Sol

## Amparo[1]
- Peraltas
- Acadêmicos Unidos de Amparo
- Juventude Alegre

## Batatais
- Acadêmicos do Samba
- Baroel [naodesfila 1]
- Castelo
- Unidos da Fiel
- Riachuelo
- Império do Samba [naodesfila 1]
- Unidos da Liberdade
- Unidos do Morro

## Bauru
- Acadêmicos da Cartola
- Águia de Ouro
- Azulão do Morro
- Corinthians da Vila Nova Esperança
- Coroa Imperial da Grande Cidade
- Mocidade Independente de Vila Falcão
- Tradição da Zona Leste

## Bragança Paulista
- Acadêmicos da Vila
- Caprichosos Saada
- Dragão Imperial
- Gaviões de Ouro
- Império Jovem
- Mocidade Júlio Mesquita
- Nove de Julho
- Sociedade Fraternidade
- Unidos da Zona Norte
- Unidos de Águas Claras
- Unidos do Lavapés
- Unidos do Parque

## Campinas
- Brinco de Ouro da Princesa
- Estrela Dalva
- Gaviões dos DICs
- Leões da Vila Padre Anchieta
- Princesa de Madureira
- Ponte Preta Amor Maior
- Renascença
- Rosa de Prata
- Vaiquemké
- Unidos do Paranapanema
- Unidos do Grajaúna
- Unidos do Shangai
- Unidos do Santa Lúcia

## Cubatão
- Independência
- Embaixadores do Casqueiro (extinta)
- Serrana (extinta)
- Império Verde e Branco (extinta)
- Costa e Silva
- Imperatriz do Samba
- Nações Unidas
- Nove de Abril (inativa)
- Mocidade Vila Natal (extinta)
- Acadêmicos da Vila Paulista (extinta)
- Mocidade Unidos do Morro
- 31 de Março

## Diadema
- Acadêmicos da Liberdade[naodesfila 1]
- Eldorado Estação do Samba
- Estopim da Fiel
- Estrela D'alva
- Fantasia e Realidade
- Império da Vila Nova Conquista[naodesfila 1]
- Império do Eldorado
- Mocidade Independente do Jardim Inamar
- Raposa do Campanário
- Tradição Centro Sul
- Unidos da Santa Cruz do Jardim Santa Rita
- Unidos da Serraria
- Unidos da Vila
- Vila Alice
- Vila Nogueira

## Franca
- Embaixadores da Estação
- Leões da Zona Norte
- Filhos de Gandhi
- Aliados da Santa Cruz
- Acadêmicos União da Zona Sul
- Águias Douradas
- Ases do Ritmo
- Caprichosos da Estalagem
- Mocidade Alegre da Boa Vista
- Império da Vila Formosa
- Imperatriz da Zona Sul
- Unidos da Cidade Nova
- Pérola Negra

## Guaratinguetá
- Acadêmicos do Campo do Galvão
- Beira-Rio da Nova Guará
- Bonecos Cobiçados
- Embaixada do Morro
- Mocidade Alegre do Pedregulho
- Princesa do Vale
- Unidos da Climério Galvão
- Unidos da Pires Barbosa
- Unidos da Tamandaré
- Unidos da Verde e Rosa
- Unidos do Parque
- Unidos do São Dimas

## Guarujá
- Acadêmicos da Ilha de Santo Amaro (extinta)
- Caminho da Paz
- Galo da Ilha
- Guarujá
- Imperador da Ilha
- Império do Pai Cará (extinta)
- Jambo Coco
- Meninos da Elite
- Prainha
- Renascer
- Faz Me Rir
- Mocidade São Miguel
- Unidos da São Jorge
- Simpatia da Vila Áurea(extinta)
- Vem Que É Dez
- Visconde
- Perola do Atlântico (extinta)
- União da Ilha de Santo Amaro (extinta)

- Unidos da Vila Zilda (extinta)
- Unidos de Santa Cruz dos Navegantes (extinta)
- Unidos de Vicente de Carvalho (extinta)
- Imperatriz do Samba (extinta)
- Mocidade Amazonense

## Guarulhos
- Acadêmicos Ardidos do Pimentas
- Acadêmicos De Guarulhos
- Arco-Íris
- Caprichosos Da Vila
- Dragões Da Vila São Rafael
- Imperial
- Império De Guarulhos
- Império Do Samba
- Imperatriz Do Morro[2]
- Mocidade De Guarulhos[2]
- Pantera Negra
- Parque Cecap[2]
- Portelinha
- Realidade
- Unidos Da Vila Tijuco
- Unidos do Jardim São João[2]
- Unidos do Mé
- Unidos do Paraventi
- Unidos do São Domingos
- Unidos da Vila Barros
- Última Hora
- Vai E Volta
- Vai Quem Fica [2]

## Itanhaém
- Acadêmicos do Oásis
- Beija Flor de Itanhaém
- Estrela do Mar
- Libertação
- Unidos do Gaivota
- Unidos do Praião

## Itatiba
- Águia Dourada
- Aquarela Brasileira
- Coroados
- Mocidade Independente de Metelão
- Tamanho Família Feliz

## Jacareí
- Acadêmicos do Leões do Vale
- Acadêmicos do Parque Santo Antônio
- Caprichosos do Paraíso
- Estrela Cadente
- Garras da Fiel
- Luz do Amanhã
- Unidos do Álcool
- Unidos do Jacarezão
- Unidos do Santa Helena

## Jundiaí
- Arco-Íris Acadêmicos do Samba
- Cai-Cai  [naodesfila 1]
- Caprichosos de Jundiaí
- Eldorado [naodesfila 1]
- Imperador da Vila
- Império Vale do Sol
- Leões da Vila Hortolândia
- Marujos da Zona Sul
- Mocidade da Agapeama
- União da Vila Rio Branco
- União do Povo

## Lorena
- Estrela D'Alva
- Gavião Imperial
- Imperatriz Lorenense
- Portela
- Unidos de Nova Lorena
- Império do Vinagre

## Mauá
- Acadêmicos do São João
- Beira Rio
- Camisa Azul e Branco
- Flor do Morro
- Imperatriz Mauaense
- Império do Jardim Oratório
- Leões de Ouro
- Mocidade Independente do Jardim Zaira
- Nova Era
- Ordem e Progresso
- Raízes da Vila Vitória
- Silvia Maria
- Tradição Unidos Imperial
- Tamo Junto
- União da Vila
- União Independente

## Mogi das Cruzes
- Acadêmicos da Fiel
- Acadêmicos do São João
- Águia de Prata
- Estação Primeira de Brás Cubas
- Guerreiras de Fogo
- Imperatriz do Rodeio
- Mocidade do Tiête
- Mocidade da Vila Natal
- Unidos do Morro
- Unidos do Sales
- Unidos da Vila Industrial

## Mongaguá
- Amazônia
- Dragões do Raízes
- Dxa Q Eu Bebo
- Guerreiros da Fiel
- Império de Agenor de Campos
- Mocidade Independente de Mongaguá
- Nova Ativa
- Vai Q' Vira

## Paulínia
- Acadêmicos do Samba
- Havaí 71
- Leões do Monte Alegre
- Ktoto
- Unidos do João Aranha

## Peruíbe
- Geração Primeira
- Mocidade Alegre do Jardim Ribamar
- União das Vilas
- Unidos do Caraguava

## Pindamonhangaba
- Gaviões
- Mocidade Campo Alegre
- Tradição Fiel de Pindamonhangaba
- Unidos de Moreira César

## Piraju
- Abre Alas
- Amizade União e Muita Agitação
- Estação Primeira de Piraju
- Gaviões de Piraju
- Juventude Alegre
- Príncipe Negro
- Unidos do Bairro Alto

## Poá
- Acadêmicos de Nova Poá
- CRUMA
- Mocidade Independente de Padre Eustáquio
- Trevo de Ouro
- Última Hora
- União Poaense
- Vila Júlia
- Vila Vampré

## Porangaba
- Escola de Samba Acadêmicos da Bela Vista
- G.R.E.S Arcos-Íris Morada do Samba
- Escola de Samba Mocidade Porangabense (extinta)
- G.R.E.S Unidos da Vila
- Escola de Samba Verde e Branco (extinta)

## Praia Grande
- Acadêmicos de Praia Grande
- Amigos do Samba
- Casa do Mestiço
- Cesac João Apolônio
- Cristal de Praia Grande
- Favoritos do Forte
- Folia 99
- Guaratude
- Império da Baixada
- Império da Praia Grande (extinta)
- Mancha Verde
- Mocidade Independente Star na Avenida
- Acadêmicos da Ilha das Caieiras
- Unidos da Vila do Sapo
- Unidos do Ocian
- Unidos do Trevo (extinta)

Presidente Epitácio
• G.R.E.S. Comunidade Doce Mar

## Ribeirão Preto
- Academia de Samba do Ipiranga [naodesfila 1]
- Acadêmicos da Vila Virgínia [3] [naodesfila 1]
- Acadêmicos de Bonfim
- Acadêmicos de Vila Paulista [naodesfila 1]
- Acadêmicos do Sudeste
- Aliados [naodesfila 1]
- Bambas
- Bofafogo [naodesfila 1]
- Camisa Preto e Branco
- Camisa 12 Corinthiana de Ribeirão Preto
- Embaixadores
- Falcão de Ouro
- Meninos e Meninas Lá de Casa [naodesfila 1]
- Mocidade Independente Chuva de Prata [naodesfila 1]
- Rosas de Ouro
- Tradição do Ipiranga
- X-9  Ribeirão Pretana
- Unidos da Vila
- Unidos do Presidente Dutra [naodesfila 1]
- Unidos do Valentina Figueiredo [naodesfila 1]

## Rio Claro
- A Casamba
- Grasifs
- Os Indaiás[naodesfila 1]
- Renascer[naodesfila 1]
- Samuca
- Uva
- Pavão de Ouro[naodesfila 1]
- Porto Crystal[naodesfila 1]

Bloco Império Garra de Ouro
Embaixadores do Samba

## Salto
- Acadêmicos de Santa Cruz
- Império Saltense
- José do Patrocínio
- Unidos do Morro do São Judas

## Santos[4]
- Acadêmicos Bandeirantes do Saboó
- Brasil
- Imperatriz Alvinegra (São Vicente)
- Dragões do Castelo
- Império da Vila (ex Vila Nova)
- Mocidade Amazonense (Guaujá)
- Mocidade Dependente do Samba (Casqueiro)
- Mocidade Independente de Padre Paulo
- Real Mocidade Santista
- Sangue Jovem
- União Imperial
- Unidos da Zona Noroeste
- Unidos dos Morros
- Vila Mathias
- X-9
- Unidos da Baixada
- `Príncipes Negros da Zona Noroeste (extinta)
- Mãos Entrelaçadas
- Moc. Indep. de Santos (extinta)
- Império do Samba (extinta)
- Caprichosos de Santos (extinta)
- Imperatriz do Porto (extinta)
- Estrela do Mar (extinta)
- Acad. da Ponte Vermelha (extinta)
- Favoritas do Sultão (extinta)
- Marquesa de Santos (extinta)
- Em 1939, surgiu a primeira Escola de Samba: Não É o que Dizem;
- 1940, a Dois Pinguins;
- 1941, a Número Um do Canal 3;
- 1942, Aí Vem a Favela,
- em 1944, a X-9. e Vitória.
- Em 1949, a Brasil

## Santo André
- Acadêmicos do Centrevile
- Império do Parque Novo Oratório
- Leões do Vale
- Mocidade Independente Cidade São Jorge
- Mocidade Fantástica da Vila Alice
- Pantera Negra
- Beleza Pura
- Ocara Clube
- Palmares
- SECI
- Tradição de Ouro
- Gaviões da Fiel ABC
- Asa Branca
- Lírios de Ouro
- Mocidade Imperial (Extinta)
- Estação Primeira (Extinta)
- Oásis da Vila (Extinta)
- Arranco da Folia (Extinta)
- União do Morro (Extinta)
- Fúria Andreense (Extinta)

## São Bernardo do Campo
- Acadêmicos de Taí (extinta)
- Acadêmicos de Vila Baeta Neves (extinta)
- Acadêmicos de Vila Vivaldi
- Camisa Vermelha e Branca
- Estação Primeira de Baeta Neves
- Fúria Negra (extinta)
- Gaviões do Morro (extinta)
- Império do Jardim Lavínia (extinta)
- Mocidade Alegre de São Leopoldo
- Mocidade Independente de Padre Lustosa (extinta)
- Mocidade Unida do Taboão (extinta)
- Oásis (extinta)
- Renascente
- Rosas Negras (extinta)
- Terceira Idade
- Tradição da Vila
- União das Vilas
- Unidos da Paulicéia
- Unidos de São Bernardo do Campo (extinta)
- Unidos de Vila Rosa
- Unidos do Jerusa (extinta)
- Vivência do Samba (extinta)
- Estrela Maior

## São Carlos
- Acadêmicos do Aracy
- Flor de Maio
- Padre Faustino
- Rosa de Prata
- Rosas Negra

## São Caetano do Sul
- Acadêmicos de Vila Gerty
- Ébanos
- Estação Primeira do Tamoyo [naodesfila 1]
- Imperatriz do Bairro Nova Gerty
- Império de Vila Paula [naodesfila 1]
- Jeito Sereno [naodesfila 1]
- Tradição da Ponte
- União da Ilha Prosperidade

## São José dos Campos
- Acadêmicos do Satélite
- Estrela de Prata
- Filhos do Sol
- Leão de Ouro
- Raízes Jovens do Campo dos Alémães
- Santa Cruz
- Sol Nascente
- Unidos da Vila
- Corinthinha do Jardim Paulista
- Bloco Caçulas do Samba do bairro Galo Branco

## São Sebastião
- Acadêmicos de São Francisco
- Ki-Fogo
- Mocidade Independente da Topolândia
- X-9 do Canto do Mar
- Sol da Vila Amélia

## São Vicente
- Acadêmicos de São Vicente
- Águia Vicentina
- Unidos do Beira Mar
- Camisa Alvinegra (extinta)
- Estação Primeira de Valença
- Galoucura [naodesfila 1](extinta)
- Gaviões da Ilha [naodesfila 1](extinta)
- Imperatriz da Ilha (extinta)
- Império Dourado
- Mocidade Alegre de Humaitá (extinta)
- Mocidade São Vicente
- Estação Primeira de Valença [naodesfila 1]
- Acadêmicos da Santa Cruz
- Tradição de São Vicente (extinta)[5]
- Última Hora da Divisa
- Acadêmicos do Samba (extinta)
- Mocidade  Alegre do Parque Bitarú (extinta)
- União da Ilha de São Vicente (extinta)
- Imperatriz Alvinegra
- Estrela de Ouro (extinta)
- União Independente de São Vicente (extinta)
- Águia de Ouro (extinta)
- Unidos Independentes de Humaitá (extinta)
- Diva Imperial
- Primeira do Pompeba

## Sorocaba
- 28 de Setembro
- Brasil do Amanhã (extinta)
- Estrela da Vila
- Gaviões da Fiel
- Mansão das Flores (extinta)
- Show Brasil (extinta)
- Terceiro Centenário
- Unidos do Cativeiro
- Furiosa Real
- Unidos da Zona Norte
- Império do Parque das Águas
- Planeta Negro
- Mocidade Independente de Sorocaba
- Carinhosa do Nova Esperança

## Taboão da Serra
- Águia do Vale
- Imperatriz do Samba

## Taubaté
- Acadêmicos da Santa Fé
- Acadêmicos do Bonfim
- Acadêmicos do Chafariz
- AMETRA Carnaval
- Boêmios da Estiva
- Boêmios do Morro
- Gaviões da Fiel Taubateana[naodesfila 1]
- Mocidade Alegre da Vila das Graças
- Unidos do Jaraflor
- Unidos do Parque Aeroporto
- X-9 Taubateana[naodesfila 1]
- >Imperatriz do Morro

## Valinhos
- Acadêmicos do Moinho Velho
- Arco-Íris
- Leão da Vila
- Unidos da Madrugada

## Votuporanga
- Acadêmicos do Lago
- Águias da Liberdade
- Estação São João
- Falcão Negro
- Mocidade de Ouro
- Mulata Dengosa